# Chicago Fire
|  | Per a altres significats, vegeu «Chicago Fire FC». |

Chicago Fire és una sèrie de televisió d'acció dramàtica estatunidenca creada per Michael Brandt i Derek Haas amb Dick Wolf com a productor executiu. És la primera entrega de la franquícia de Dick Wolf a Chicago. La sèrie es va estrenar a NBC el 10 d'octubre de 2012. L'espectacle segueix els bombers i paramèdics que treballen a la caserna 51 del departament de bombers de Chicago, seu de Truck Company 81, Engine Company 51, Squad Company 3, Ambulance 61, and Battalion 25, que arrisquen la seva vida per salvar i protegir els ciutadans de Chicago.
El 9 de maig de 2018, NBC va renovar la sèrie per una setena temporada. La temporada es va estrenar el 26 de setembre de 2018. El 26 de febrer de 2019 l'NBC va renovar la sèrie per a una vuitena temporada, que es va estrenar el 25 de setembre de 2019. El 27 de febrer de 2020, NBC va renovar la sèrie per a la novena, desena i onzena temporada.
La sèrie forma part d'una franquícia que inclou Chicago Med (ambientada en el servei d'urgències d'un hospital), Chicago P.D. (que segueix els policies i detectius d'una comissaria) i Chicago Justice (el dia a dia d'un jutjat).